# Matlapana
Matlapana est un village du Botswana, dans le district du Nord-Ouest, ou Ngamiland. Il fait partie du sous-district du Ngamiland East. Elle se situe dans la banlieue de Maun, capitale du district, le long de la rivière Thamalakane (en).
Au recensement de 2022, la population était de 2 999 habitants et de 3 147 habitants en incluant les localités voisines. Au recensement de 2011, elle était de 1 449 habitants, et de 1 169 habitants en 2001.